# Opisthostoma
Opisthostoma es un género caracoles terrestres con opérculo, son moluscos gastrópodos pertenecientes a la familia Diplommatinidae.

## Especies
Especies en el género Opisthostoma:
subgénero Plectostoma
- Opisthostoma everettii
- Opisthostoma goniostoma
- Opisthostoma grandispinosum
- Opisthostoma hosei
- Opisthostoma mirabile
- Opisthostoma obliquedentatum
- Opisthostoma pulchellum
- Opisthostoma lituus
- Opisthostoma shelfordi
- Opisthostoma stellasubis

subgénero ?
- Opisthostoma beeartee
- Opisthostoma bihamulatum
- Opisthostoma decrespignyi
- Opisthostoma dormani
- Opisthostoma fraternum
- Opisthostoma inornatum
- Opisthostoma jucundum
- Opisthostoma nilgiricum Blanford & Blanford 1860 - type species
- Opisthostoma otostoma
- Opisthostoma perspectivum
- Opisthostoma simplex
- Opisthostoma vermiculum